# Robert Ellis Miller
Robert Ellis Miller (ur. 18 lipca 1927 lub 1932 w Nowym Jorku; zm. 27 stycznia 2017 w Los Angeles) – amerykański reżyser filmowy i telewizyjny.

## Filmografia

### Filmy
- W każdą środę (1966)
- Słodki listopad (1968)
- Serce to samotny myśliwy (1968)
- Dziewczyna z Pietrowki (1974)
- Kula z Baltimore (1980)
- Reuben, Reuben (1983)
- Jastrzębie (1988)
- Brenda Starr (1989)
- Śniadanie do łóżka (1992)

### Seriale TV
- Doktor Kildare (1961-66); reż. 1 odc.
- Prawo Burke’a (1963-66); 1 odc.
- Ścigany (1963-67); 1 odc.
- Na celowniku (1994-95)